# تپه و مقبره گلستان
تپه و مقبره گلستان مربوط به سده ۶ و ۷ ه است و در شهرستان تربت جام، ۵ کیلومتری شمال شرق روستای دولت‌آباد واقع شده و این اثر در تاریخ ۱۶ اسفند ۱۳۸۴ با شمارهٔ ثبت ۱۴۳۷۹ به‌عنوان یکی از آثار ملی ایران به ثبت رسیده‌است.